# Cratere Salam
Salam è un cratere lunare di 6 km situato nella parte sud-orientale della faccia nascosta della Luna.